# Josep Casanovas Clerch
Josep Casanovas Clerch (Sabadell, 21 de setembre de 1858 - Montevideo, 20 d'octubre de 1920) fou pintor i professor d'art de la segona meitat del segle xix.

## Biografia
La seva formació artística es va iniciar a l'Escola de Belles Arts i Oficis de Barcelona, coneguda com a Escola de la Llotja, entre 1878 i 1881. L'any 1992 va obtenir el primer ajut de l'Ajuntament de Sabadell per ampliar estudis a l'Escuela Especial de Pintura, Escultura y Grabado de Madrid. El curs següent es va beneficiar d'una ampliació d'aquest ajut i va romandre a Madrid fins al 1885. Com a contrapartida, Casanovas Clerch va oferir a l'Ajuntament de Sabadell alguns dels treballs que havia fet durant aquesta estada a Madrid, que consistien en còpies d'obres dels grans pintors exposades al Museo del Prado. La còpia d'obres d'art destacades, pràctica molt habitual en els estudis artístics del segle xix, li va permetre conèixer millor el treball dels grans mestres, especialment pel que fa a la pintura d'història que en aquell moment era un dels gèneres artístics més destacats.
L'any 1889 va participar en el concurs internacional de dibuix de l'Académie Lamartine de Niecre. Aquell mateix any, a causa del seu matrimoni amb Trinidad Bascoy Chein, va fixar la seva residència a Barcelona, on va començar una important tasca pedagògica en escoles barcelonines que compaginaria amb la seva carrera artística. Així, va ser professor de dibuix i de pintura a l'Escuela Municipal de Artes y Oficios de Sant Martí de Provençals, així com a l'Escuela Municipal de Artes del Distrito Décimo, a l'Escuela de Institutrices, al Colegio de Nuestra Señora de la Bonanova i a l'Escuela Preparatoria de Artes y Oficios del Círculo Obrero Instructivo y Recreativo del Progreso de Sants.
Paral·lelament, va treballar com a il·lustrador per a revistes i publicacions periòdiques com Album Salón, Mundo Moderno o Ilustración Ibérica.
Cap a 1907 es perd la informació sobre Josep Casanovas Clerch. Sembla que va marxar a Montevideo (Uruguai), on va seguir amb la seva trajectòria artística, destacant especialment pels seus retrats.
El Museu d'Art de Sabadell conserva diverses obres seves, entre les quals destaquen les dues còpies que va oferir a la ciutat com a contrapartida a l'ajut rebut per als seus estudis. Es tracta de còpies de La mort de Sèneca de Manuel Domínguez Sánchez (1883) i de La destrucció de Numància d'Alejo Vera (1884). Abans d'ingressar a la col·lecció del Museu d'Art de Sabadell, aquestes pintures estaven situades a l'escala principal de l'Ajuntament i els Jutjats de Sabadell.

## Exposicions col·lectives
- 1882. Exposició de Belles Arts. Acadèmia de Belles Arts de Sabadell.
- 1891. Primera Exposición General de Bellas Artes. Palau de Belles Arts, Barcelona. Obra El Rosario (núm. cat. 112).
- 1891. Novena exposición extraordinaria de Bellas Artes. Sala Parés, Barcelona.[4]
- 1892. Exposición Nacional de Industrias Artísticas e Internacional de Reproducciones. Palau de Belles Arts, Barcelona. Projecte decoratiu: Triomf de Diana.
- 1894. Segunda Exposición General de Bellas Artes. Palau de Belles Arts, Barcelona. Diversos retrats.
- 1907. V Exposició Internacional de Belles Artes i Indústries Artístiques de Barcelona. Obra Entre dos pinos.
- 1915. Exposició 1915. Acadèmia de Belles Arts de Sabadell, antic teatre Lliga Regionalista de Sabadell.[5]